# Marie-Charlotte Boucher
Pour les articles homonymes, voir Boucher.
Marie-Charlotte Boucher, née à Paris vers 1690 et morte dans la même ville le 24 août 1756, était l'épouse d'Antoine Rousseau, marchand et financier français.

## Biographie
Elle était la fille aînée de Louis-Paul Boucher, marchand de draps puis secrétaire du roi. Son père était un client du peintre Hyacinthe Rigaud, de même que son frère Etienne-Paul et sa sœur cadette, Madame Grimaudet.
Elle s'est mariée le 19 juillet 1705 à Antoine Rousseau, devenu secrétaire du roi en 1709, l'archétype de la réussite sociale et du bourgeois gentilhomme. Elle survit à son mari, Antoine Rousseau, décédé en 1749 : son nom figure comme marraine sur une cloche de l'église de Garancières, baptisée en 1750, avec l'inscription  «Dame Marie Charlotte Rousseau douairière de messire Antoine Rousseau écuyer conseiller secrétaire du Roy». Sa fille, Marie-Anne Rousseau d'Auteil se marie en mars 1740 à Hugues-Etienne, marquis de Romance de Mesmont.

## Portrait de Madame Rousseau par Hyacinthe Rigaud
Madame Rousseau se fait portraiturer par Hyacinthe Rigaud en 1737, en même temps que son époux.